# Eremurus bactrianus
Eremurus bactrianus là một loài thực vật có hoa trong họ Thích diệp thụ. Loài này được Wendelbo miêu tả khoa học đầu tiên năm 1972.